# Accidente del B-52 en la Base Aérea de Fairchild
El Accidente del B-52 en la Base Aérea de Fairchild ocurrió el 24 de junio de 1994, acabando con la vida de los cuatro tripulantes de un Boeing B-52H Stratofortress de la Fuerza Aérea de los Estados Unidos (USAF) durante una práctica para un show aéreo. Durante el vuelo, Bud Holland, quien era el piloto de la aeronave estacionada en la Base Aérea Fairchild, maniobró al avión más allá de sus límites operacionales y perdió el control sobre este. Como resultado, la aeronave entró en pérdida, golpeó el suelo y quedó destruida y envuelta en llamas. El choque fue grabado, y el video fue mostrado en repetidas ocasiones por los informativos de todos los Estados Unidos.
La investigación del accidente concluyó que la cadena de eventos que llevaron al accidente fueron producto de la personalidad y comportamiento de Holland, de la reacción (o falta de esta) por parte de los mandos de la USAF y de la secuencia de eventos durante el fatídico vuelo. Este vuelo es utilizado tanto en aviación civil como militar como un importante caso en el estudio de la gestión de recursos de la tripulación; también es usado por las fuerzas militares estadounidenses como ejemplo de la importancia del cumplimiento de los reglamentos de seguridad.

## El accidente

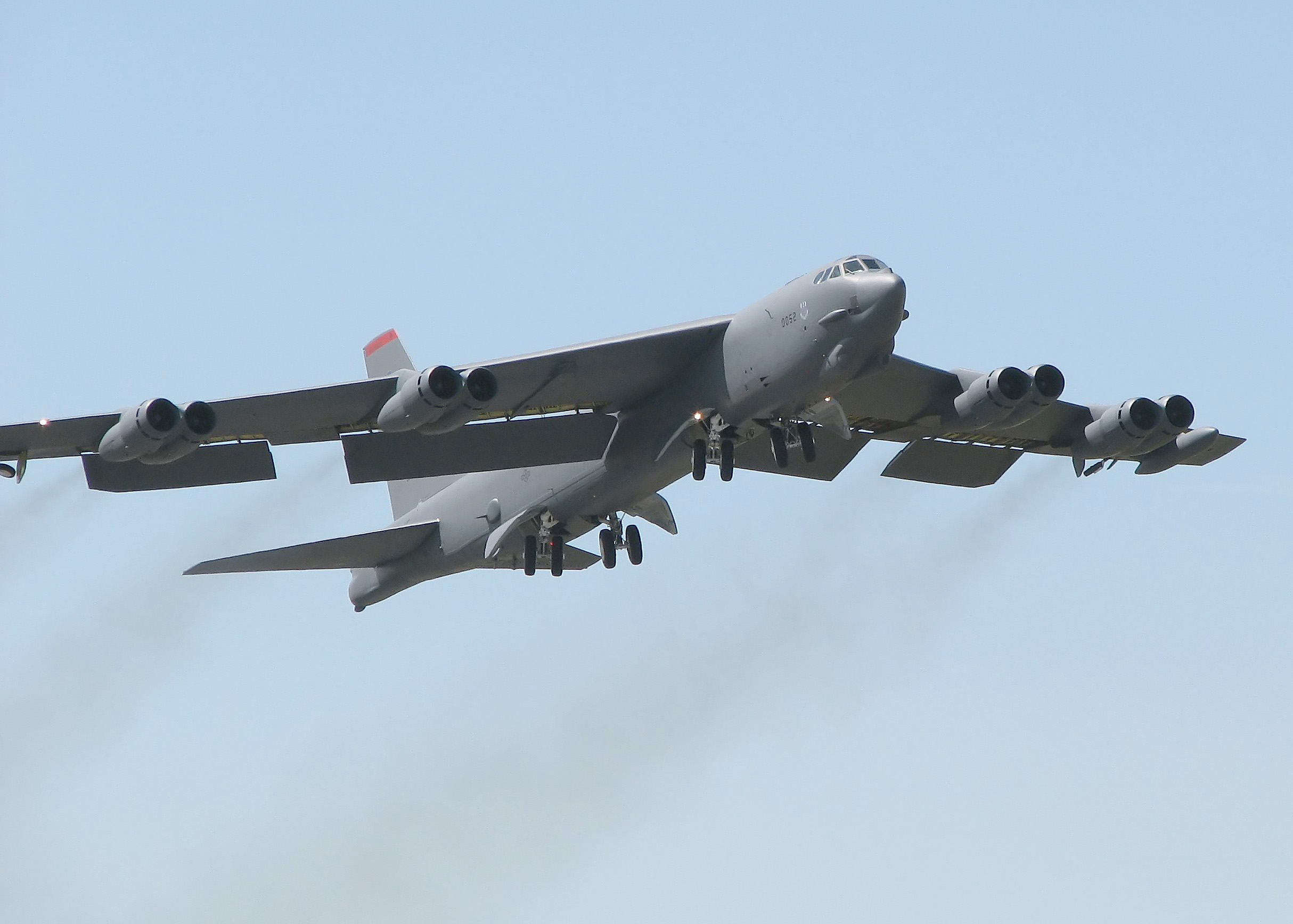
Un B-52H despega con una actitud de lanzamiento estándar.

A las 7:30 a. m. (Tiempo del Pacífico) del 24 de junio de 1994, en la Base Aérea de Fairchild, Washington, la tripulación de un Boeing B-52H Stratofortress de la USAF, preparaba un vuelo de prueba para una exhibición de vuelo próxima. La tripulación consistía en los pilotos Arthur "Bud" Holland (46 años), Mark McGeehan (38 años), Robert Wolff (46 años), y el operador del sistema de armas y del radár Ken Huston (41 años). Holland fue designado como piloto al mando del vuelo, McGeehan fue designado copiloto y Wolff fue designado observador de seguridad. Holland, Mcgeehan y Huston tenían el grado de teniente coronel, mientras que Wolff poseía el de coronel. Holland había sido el comandante de la rama de estandarización y evaluación del Ala N°92 de Bombardeo; McGeehan era el comandante del Escuadrón N°325 de Bombardeo; Wolff era el vicecomandante del Ala 92° de Bombardeo; Huston, por su parte, era el oficial de operaciones de Escuadrón N°325 de Bombardeo.
El plan de vuelo especificaba una serie de difíciles vuelos a baja altura, giros inclinados de 60°, un empinado ascenso y una maniobra de toma y despegue en la pista 23 de Fairchild. El vuelo era también el "fini flight" o vuelo final de Wolff, en el cual el miembro de la USAF que se retira se reúne tras el vuelo con sus familiares, amigos y colegas, mientras es empapado en agua. Por este motivo, la esposa y varios amigos cercanos de Wolff se encontraban en la base para observar el vuelo y participar en la ceremonia tras el aterrizaje. La esposa de McGeehan y sus dos hijos menores observaron el vuelo desde el patio de los cuarteles en donde McGeehan y su familia residían.
El B-52 despegó a la 1:58 p. m. y completó la mayor parte del plan sin ningún incidente. Al prepararse para la maniobra de touch-and-go al final de la práctica, a la aeronave se le ordenó realizar una maniobra de motor y al aire, ya que un avión cisterna KC-135 había acabado de aterrizar y se encontraba en la pista. Manteniendo una altitud aproximada de 75 metros sobre el terreno, Holland se comunicó con la torre de control y pidió permiso para ejecutar un giro de 360° a la izquierda que fue inmediatamente autorizado por el controlador de la torre. El B-52 inició entonces el giro alrededor de la torre de control, comenzando desde un punto cercano a la mitad de la pista de la base. Justo detrás de la torre de control se encontraba un área con espacio aéreo restringido, según se informaba debido a la localización de una estructura para el depósito de armas nucleares. Para evitar volar por dicha zona, Holland maniobró la aeronave en un giro apretado e inclinado mientras mantenía la altitud de 75 metros. Al completar aproximadamente el 75% del giro, la inclinación de la aeronave superó los 90°, descendiendo el B-52 rápidamente, estrellándose contra el terreno, explotando y matando a los 4 miembros de la tripulación. A pesar de que McGeehan intento eyectarse, la secuencia de eyección se vio interrumpida por el choque. No hubo heridos en tierra.

## Investigación

Ilustración de giro puesto de vuelo. Cuanto más apretado sea el giro, mayor será el levantamiento (y por lo tanto el ángulo de ataque, AoA) requerido para contrarrestar la suma de la fuerza centrífuga y el peso. Si se excede el AoA crítico, la aeronave se paralizará incluso si la velocidad del aire permanece constante.

La USAF convocó de manera inmediata una investigación de seguridad bajo la dirección del Jefe de Seguridad de la Fuerza Aérea, General de Brigada Orin L. Godsey. La junta de investigación de seguridad publicó el informe de su investigación el 10 de agosto de 1994. Una evaluación final de la investigación de seguridad fue publicada el 31 de enero de 1995. El informe fue distribuido únicamente entre el personal del Departamento de Defensa de los Estados Unidos, no entre el público general. Una junta de investigación de accidentes llamada "Investigación AFR 110-14", publicó un informe por separado en 1995. A diferencia del anterior, el de la AFR 110-14 si fue publicado entre el público general.
La Investigación AFR 110-14 identificó múltiples factores que contribuyeron al accidente, incluyendo la secuencia del accidente, la personalidad y previo comportamiento de Bud Holland, supervisión previa y falta de acción correctiva por parte de oficiales de la USAF hacia Holland, planificación y ejecución de la misión, y otros factores ambientales y humanos.

### Secuencia del accidente
La investigación encontró que al momento de entrar en el giro final de 360° alrededor de la torre de control, el B-52 volaba a una velocidad indicada de 182 nudos (337 km/h). A pesar de que Holland aplicó más potencia a los motores después de iniciar el giro, su esfuerzo fue tardío para mantener la velocidad aerodinámica de la aeronave, ya que las turbinas de esta demoran hasta 8 segundos en reaccionar a los cambios de aceleración. A pesar de que los cuatro miembros de la tripulación tenían acceso al indicador de velocidad aerodinámica, ésta continuó cayendo. Ocho segundos antes del impacto, la velocidad indicada del avión había bajado a 145 nudos (269 km/h) y su inclinación superaba los 60°. En aquel momento Holland o McGeehan accionó el espóiler derecho, el timón hacia la derecha y el timón de profundidad de manera ascendente, y de esta manera la aeronave entró en pérdida durante el giro (efecto a veces llamado pérdida acelerada). Este fenómeno ocurre cuando se produce una entrada en pérdida a una velocidad mayor a la cual, usualmente, se genera una entrada en pérdida, debido al hecho de que el avión está girando. Como consecuencia de la inclinación de más de 60°, la velocidad de entrada en pérdida de la aeronave era en ese momento de tan solo 147 nudos (272 km/h). El B-52, que volaba a 145 nudos (269 km/h) entró en pérdida sin tener la suficiente altitud para poder recuperarse antes de chocar contra el suelo.

### Comportamiento previo de Holland y reacciones de los líderes de la USAF
La junta de investigación del accidente declaró que la personalidad de Bud Holland influenció de manera significativa en el accidente. Personal de la USAF testificó que Holland había desarrollado una reputación como un piloto agresivo quien frecuentemente violaba normas de seguridad en vuelo. Su historial incluía volar por debajo de las alturas de vuelo mínimas y exceder los límites de inclinación y ascenso.
Un incidente previo ocurrió en 1991 cuando un B-52 pilotado por Holland voló en círculos sobre un juego de sófbol en el que la hija de Holland participaba. Inciciando a 760 m AGL, la aeronave de Holland ejecutó el giro con una inclinación de 65°. La maniobra fue descrita por un testigo como una "espiral de la muerte". La inclinación del avión aumentó a 80° y la aeronave descendió más de 300 m antes de que Holland retomara el control.
Durante una exhibición aérea en Fairchild, el 19 de mayo de 1991, Holland era el líder de la demostración aérea de los B-52. Durante la presentación, la aeronave de Holland violó múltiples normas de seguridad, incluyendo el exceder los límites de cabeceo e inclinación, volar directamente sobre los espectadores y, posiblemente, ignorar las restricciones de altitud. El comandante de la base, coronel Arne Weinman, junto con su personal, observó la presentación pero aparentemente no tomó acciones al respecto.
El 12 de julio de 1991, Holland comandó un B-52 para realizar un sobrevuelo durante una ceremonia de cambio de mando del Escuadrón N°325 de Bombardeo en Fairchild. Durante la práctica y el sobrevuelo la aeronave de Holland voló a altitudes inferiores a 30 m -muy por debajo de los límites establecidos-, violó límites de inclinación y cabeceo, y ejecutó una maniobra acrobática, que si bien no estaba prohibida, no era recomendada porque podía dañar al avión. Después de observar el sobrevuelo, el coronel Weinman y su comandante adjunto de operaciones, el coronel Julich, reprendieron verbalmente a Holland, pero no tomaron acciones formales.
Durante un show aéreo en Fairchild, llevado a cabo el 17 de mayo de 1992, Holland era de nuevo el líder de la demostración aérea de los B-52. Durante la presentación, Holland violó de nuevo múltiples normas de seguridad, incluyendo múltiples giros de más de 45° de inclinación a poca altura. El nuevo comandante de la unidad, coronel Michael G. Ruotsala, aparentemente no tomó ninguna medida al respecto. Una semana después, el nuevo comandante adjunto de operaciones, coronel Capotosti, le advirtió a Holland que si violaba de nuevo las normas de seguridad él mismo le retiraría el permiso de vuelo. Capotosti, sin embargo, no tomó ninguna otra acción formal respecto al caso.
El 14 y 15 de abril de 1993, Holland era el comandante de misión de dos B-52 durante una misión de entrenamiento cerca de Guam en el Océano Pacífico. Durante la misión, Holland voló su aeronave más cerca de la otra aeronave de lo que las regulaciones de seguridad permiten. Holland también le pidió a su navegante que grabara en video las bombas que caían del avión desde la bodega de bombas del mismo, violando también las regulaciones de seguridad. El navegante de Holland advirtió sobre el video a tres oficiales de la USAF en Fairchild. El primero, teniente coronel Bullock, comandante del Escuadrón N°325 de Bombardeo, no hizo nada al respecto e incluso pudo haber usado el video para chantajear al navegante para que aceptase un puesto como planificador de misiones. El segundo, el comandante adjunto del grupo operaciones, teniente coronel Harper, le dijo al navegante que ocultara la cinta. El tercero, el comandante adjunto de operaciones respondió "Ok, no quiero saber nada acerca del video... No me importa."
Para el show aéreo de Fairchild, realizado el 8 de agosto de 1993, Holland comandó de nuevo la demostración aérea de los B-52. La presentación incluyó de nuevo múltiples violaciones de seguridad tales como giros con inclinación de más de 45°, sobrevuelos de poca altitud y una maniobra de ascenso con una inclinación superior a 80°. Este ascenso fue tan pronunciado que por las ventilas de los tanques de la aeronave salió combustible. El nuevo comandante de la unidad, brigadier general James M. Richards, y el nuevo comandante adjunto de operaciones, coronel William E. Pellerin, observaron la presentación, pero ninguno tomó acción alguna.
El 10 de marzo de 1994, Holland comandaba una misión de entrenamiento al campo de bombardeo de Yakima con el objetivo de permitirle a un fotógrafo autorizado documentar la aeronave mientras ésta lanzaba munición de entrenamiento. La altitud mínima de vuelo permitida para el campo de bombardeo era de 150 m AGL. Durante la misión, la aeronave de Holland fue filmada volando a tan sólo 10 m de la cima de una montaña. Temiendo por su seguridad, el equipo del fotógrafo dejó de filmar y buscó refugio mientras el avión de Holland pasaba de nuevo a poca altura, en esa ocasión a tan sólo 1 m de altura. El copiloto de la aeronave testificó que el agarró los controles para impedir que Holland volará de nuevo hacia la montaña, mientras los otros dos miembros de la tripulación le gritaban de manera repetida "¡Elévate!¡Elévate!". Holland respondió a esto riendo y llamando a un miembro de la tripulación "una niñita".
Después de esa misión, la tripulación decidió que nunca jamás volverían a volar de nuevo con Holland y dieron parte del incidente a la jefatura del escuadrón de bombardeo. El comandante del escuadrón, Teniente coronel Mark Mcgeehan, dio parte del incidente a Pellerin y recomendó apartar a Holland de las tareas de vuelo. Pellerin consultó a Holland, le reprendió verbalmente y le advirtió de que no repitiera ese comportamiento, pero rehusó apartar a Holland. Pellerin tampoco documentó el incidente a sus superiores, que permanecieron inadvertidos de la situación. McGeehan decidió, con el objetivo de proteger a sus tripulaciones, que él siempre debería ser el copiloto en cualquier misión en la cual Holland fuese el piloto de mando. La evidencia sugiere que tras este incidente "animosidad considerable" surgió entre Holland y McGeehan.
En la preparación del show aéreo de Fairchild de 1994, Holland fue nuevamente seleccionado para comandar el vuelo de demostración de los B-52. Holland informó del plan de vuelo propuesto al nuevo comandante de la unidad, ccoronel William Brooks, el 15 de junio. La descripción de la demostración tal como Holland informó, incluía numerosas violaciones de regulaciones de seguridad, entre ellas giros altamente inclinados, sobrevuelos a baja altura y ascensos empinados. Brooks le ordenó a Holland no exceder 45° a la hora de girar y 25º a la hora de ascender durante la demostración. Durante la primera práctica para el show, Holland ignoró dichas órdenes. Brooks observó esta práctica pero no tomó acción alguna. Pellerin voló con Holland en esa ocasión y reportó a Brooks que, "el plan de vuelo se le ve bien; se ve muy seguro, muy bien dentro de los parámetros." El siguiente vuelo de práctica, el 24 de junio terminó con el accidente.

### Otros factores
El plan de vuelo, tal como Holland lo diseñó, incluía un giro de 360° alrededor de la torre de control de Fairchild. Holland no había intentado esta maniobra en anteriores demostraciones aéreas. Durante el vuelo final, Holland realizó una serie de giros de 60° de inclinación y ascensos de más de 68°, violando así las órdenes de Brooks. No existe evidencia de que Mcgeehan o Wolff hayan tratado de intervenir mientras Holland realizaba las maniobras.
Pellerin era quien volaría en dicha misión, tal como había hecho el 17 de junio. Sin embargo, Pellerin no se encontraba disponible para el último vuelo y Wolff fue seleccionado para reemplazarlo. Debido a su sorpresiva designación, Wolff no participó en la reunión previa al vuelo y montó a la aeronave después de que los motores habían sido encendidos. Por esto, Wolff no estaba consciente del plan de vuelo y no tuvo oportunidad de presentar alguna objeción antes de despegar.
La tripulación involucrada en el choque tenía solo tiempo de vuelo limitado en los meses previos al choque. La tripulación del B-52 estuvo aparentemente inconsciente del hecho de que el avión había entrado en pérdida hasta pooco antes del impacto, indicando una falla a la hora de aplicar las técnicas de recuperación estándar a la aeronave una vez esta entró en pérdida. La investigación, sin embargo, reportó que incluso si se hubiese seguido correctamente el procedimiento de recuperación, el B-52, debido a la poca altitud, hubiese chocado de manera inevitable.
Cuatro días antes del accidente, el 20 de junio, Dean Mellberg un antiguo miembro de la USAF con problemas emocionales, entró disparando al hospital de Fairchild matando a cinco personas e hiriendo a otras más antes de que otro soldado le matara. El crimen fue una fuerte distracción para el personal estacionado en Fairchild.

### Conclusiones
La investigación del accidente concluyó que la cadena de eventos que llevó al accidente se generó principalmente por la personalidad y conducta de Holland, por la falta de reacción por parte de los comandantes de la USAF y por los eventos ocurridos durante el vuelo final de la aeronave. El desprecio de Holland por los procedimientos que garantizaban la operación segura de los B-52 y la ausencia de una acción correctiva firme y consistente por parte de sus superiores permitieron que Holland creyera que él podría llevar a cabo el vuelo de una manera segura, culminando esto en el lento y altamente inclinado giro de 360° alrededor de la torre de control de Fairchild.
Durante el vuelo final de Holland, los otros factores involucrados, incluyendo la adición de una nueva maniobra (el giro de 360°), la inadecuada participación del Coronel Wolff y la distracción producto del tiroteo ocurrido días antes, combinados con el pilotaje inseguro y lleno de riesgos de Holland, llevaron a que se presentaran las condiciones óptimas para que el desastre ocurriera. El factor final en el accidente, según el reportaje de la USAF, fue el viento de 10 nudos (19 km/h) y su efecto en las maniobras requeridas para cumplir con el plan de vuelo.

## Tras el accidente
El 19 de mayo de 1995, Pellerin se declaró culpable frente a una corte marcial de la USAF por dos cargos de incumplimiento del deber, que contribuyeron al accidente. Fue condenado a perder USD1,500 de salario mensual por cinco meses y recibió una amonestación escrita. La USAF no reveló si algún otro oficial envuelto en la cadena de eventos que llevó al choque recibió algún tipo de sanción administrativa o disciplinaria. Varios críticos del historial de seguridad de la USAF declararon que este accidente fue un ejemplo de un patrón de problemas relacionado con la aplicación de los procedimientos de seguridad dentro de la USAF.
A pesar de que la investigación del accidente encontró que los procedimientos y políticas estaban supuestamente listas para prevenir que un accidente de este tipo ocurriera de nuevo, el hecho de que este accidente ocurriese muestra que en al menos una instancia las medidas de seguridad existentes y su ejecución habían sido inadecuadas. Para enfatizar la importancia de seguir las normas de seguridad existentes y corregir las acciones de cualquiera que violes estas normas, la USAF distribuyó los resultados de la investigación del accidente a todo su personal. Actualmente el accidente es usado tanto en aviación militar y civil como ejemplo en la enseñanza de gestión de recursos de tripulación. El accidente es usado también en capacitaciones de seguridad como un ejemplo de la importancia de cumplir con las regulaciones de seguridad.